# Metaxasova linija
Metaxasova linija (na grčkom jeziku: Γραμμή Μεταξά) lanac je utvrđenja izgrađenih duž grčko-bugarske granice. Namjena ove utvrđene linije bila je zaštita grčke granice od mogućeg bugarskog napada tijekom Drugog svjetskog rata. Nazvana je po tadašnjem grčkom premijeru Joannisu Metaxasu. Sastojala se od mreže podzemnih tunela koji su vodili do izviđačkih položaja i mitraljeskih gnijezda. 

## Izgradnja
Prije početka Drugog svjetskog rata, grčka vojska smatrala je kako je postojeća tvrđava Roupel iz 1914. godine nedovoljno utvrđena. Iz tog razloga odlučeno je da se radovi na dodatnom utvrđivanju položaja izvedu ne samo u okolini ove tvrđave, već duž čitave Metaxasove linije. Plan izgradnje izrađen je tijekom 1935., a radovi su započeli 1936. godine. Početna točka bila je kod istočnih obronaka planine Belasica, mjesta na makedonsko-grčkoj granici. Prvobitno je bilo planirano da se potpuno utvrđena linija izgradi sve do sela Ormenio, koje je smješteno na krajnjem sjeveroistoku Grčke i na čelnoj točki tog dijela granice prema Bugarskoj. Međutim, Grčka je tijekom 1940. godine uvučena u Drugi svjetski rat zbog čega radovi na utvrđivanju linije nisu završeni. Pri izbijanju rata, linija se prostirala do grada Komotini te je bila dugačka 155 km. Radovi su trajali 4 godine, a cijena je iznosila 100,4 milijuna tadašnjih grčkih drahmi.

## Učinak
Slično kao i Maginotovu liniju na francusko-njemačkoj granici, njemačke jedinice pri napadu ovu liniju također su zaobišle bočnim putem kada su u travnju 1941. godine napale Grčku. Kao obilazni put poslužio je jugoslavenski teritorij. Napad na liniju započeo je u zoru 6. travnja i nakon manjeg početnog neuspjeha linja pada nakon 4 dana borbi. Kvaliteta, moral i brojnost grčkih jedinica koje su činile posadu linije bio je malen, a razlog je taj što su najbolje jedinice grčke vojske već bile raspoređene u borbama protiv talijanske vojske na albanskoj granici. Nacistički general Wilhelm List odao je počast grčkim vojnicima koji su branili liniju te ih nije tretrirao kao ratne zarobljenike.

## Linija danas
U pogledu struke objekt je izgrađen vrlo kvalitetno, tako da se neki dijelovi koriste i danas - neki su otvoreni za javnost, a neki su još uvijek u funkciji i koriste Oružane snage Grčke. Linija se ukupno sastoji od 21 nezavisna utvrđena objekta od kojih je najveće utvrđenje Roupel koje pokriva 6,1 km od 155 km koliko je linija ukupno dugačka. Ovo utvrđenje nalazi se na nadmorskoj visini od 322 m. Osvjetljenje u tvrđavi sastojalo se od uljanih lampi ali su postojali i generatori za proizvodnju električne energije. Dijelovi utvrđenja danas su povezani na javnu elektroenergetsku mrežu, ali su generatori ipak zadržani. Ventilacija je osigurana prirodnim putem te uz pomoć ventilatora. 